# Wappen St. Helenas
Das Wappen St. Helenas ist seit 2009 das offizielle Wappen St. Helenas, einem gleichberechtigten Teil des Britischen Überseegebietes St. Helena, Ascension und Tristan da Cunha. Seit 30. Januar 1984 war es das offizielle Wappen der Insel St. Helena mit Nebengebieten. und wird weiterhin laut der Verfassung von 2009 für das gesamte Überseegebiet geführt. Ascension (Wappen Ascensions) und Tristan da Cunha (Wappen Tristan da Cunhas) führen zudem weiterhin auch eigene Wappen und Flaggen.
Die Nutzung des Wappens für kommerzielle Zwecke zur Vermarktung St. Helenas ist ausdrücklich erlaubt.

## Wappenschild
Der Wappenschild zeigt unter einem goldenen Schildhaupt mit einem endemischen St.-Helena-Regenpfeifer (Charadrius sanctaehelenae), in Blau ein schwarzes Segelschiff mit drei goldenen Masten, an denen je Mast vier weißen geraffte Rahsegeln sind und eine weiße Heckflagge mit rotem Kreuz weht. Zwei braune Berge im rechten Schild ragen aus einem natürlichen Wasser hervor.
Der Wappenschild findet sich auf der Flagge St. Helenas wieder.